# Президентские дебаты между Камалой Харрис и Дональдом Трампом
Президентские дебаты между Камалой Харрис и Дональдом Трампом — вторые президентские дебаты между кандидатами на пост президента США, Камалой Харрис (Демократическая партия) и Дональдом Трампом (Республиканская партия) на выборах 2024 года. Дебаты прошли 10 сентября 2024 года, в 21:00 EDT в Национальном центре Конституции в Филадельфии, штат Пенсильвания.
Дебаты были согласованы кампаниями Байдена и Трампа до того, как действующий президент США Джо Байден снял свою кандидатуру с президентской гонки. Трамп также в конце концов согласился на дебаты с Харрис, хотя и с некоторыми колебаниями по этому вопросу.

## Предыстория
Первые президентские дебаты между Джо Байденом и Дональдом Трампом оказались провальными для действующего президента, по ходу дебатов Байден запинался, допускал оговорки, сбивался и не мог чётко сформулировать свои мысли, что привело к резкому падению его рейтинга.
21 июля 2024 года Джо Байден снялся с президентской гонки, поддержав действующего вице-президента Камалу Харрис. Приостановка кампании по переизбранию Байдена вызвала сомнения относительно того, состоятся ли вторые дебаты согласно первоначальному плану. В конце июля, после того как Харрис набрала достаточную поддержку для становления предполагаемым кандидатом в президенты от Демократической партии, Трамп заявил, что он готов провести серию дебатов с ней, хотя он не поддерживает проведение дебатов на ABC. Харрис 25 июля сообщила, что готова участвовать в дебатах с Трампом на ABC. Директор по коммуникациям кампании Трампа, Стивен Чжун, отметил в тот же день, что кампания Трампа не будет подтверждать участие в дебатах до официального выдвижения кандидата от демократов.
2 августа Трамп сообщил в социальной сети Truth Social, что «приостановил» свое участие в дебатах 10 сентября на ABC, поскольку «Байден больше не будет участвовать», и вместо этого «договорился с Fox News» о дебатах 4 сентября в прямом эфире. Харрис ответила, что намерена появиться на ABC 10 сентября, как и было изначально оговорено, независимо от того, придет ли туда Трамп.
8 августа Трамп объявил, что будет участвовать в дебатах 10 сентября, но поставил это в зависимость от согласия Харриса на два других предложенных им дебата, заявив, что если Харрис согласится только на дебаты ABC, то «я не знаю, как все сложится. Мы бы хотели провести трое дебатов». 27 августа Трамп отозвал это требование и вновь согласился на дебаты на ABC.

## Квалификация кандидатов
Для того чтобы принять участие в дебатах, которые пройдут 10 сентября на канале ABC, кандидаты в президенты должны соответствовать следующим критериям:
- иметь конституционное право избираться на пост президента
- подать документы в Федеральную избирательную комиссию
- быть включенным в достаточное количество бюллетеней для голосования, чтобы иметь математическую возможность получить большинство голосов в коллегии выборщиков
- согласиться с правилами проведения дебатов
- иметь уровень поддержки не менее 15 % в четырёх общенациональных опросах зарегистрированных или вероятных избирателей, отобранных ABC, которые проводились в период с 1 августа по 3 сентября 2024 года.

Харрис и Трамп были приглашены на дебаты в начале августа.
Пять опросов соответствовали критериям ABC для включения, причем Харрис и Трамп преодолели 15-процентный порог в каждом опросе. Кеннеди (независимый) набрал 6 % в опросе Fox News. Уэст (независимый), Стайн (Партия зелёных) и Оливер (Либертарианская партия) получили поддержку на уровне 1 %.

## Формат
Дебаты будут транслироваться на ABC, ABC News Live, Disney+ и Hulu. ABC объявил, что дебаты будут симулироваться для показа в других сетях.
Правила дебатов будут такими же, как и во время первых дебатов, без присутствия зрителей и с отключёнными микрофонами. Кандидаты будут стоять в шести футах друг от друга. Вступительных заявлений не будет, но в конце каждому предоставят по две минуты для заключительных слов, при этом Трамп выступит последним после жребия. Кандидаты не могут использовать заметки, им разрешены только ручка, блокнот и бутылка воды. Общение с кампанией во время рекламных перерывов запрещено. Каждый кандидат получит по две минуты на ответы и опровержения, а вопросы друг другу задавать нельзя.

## Опросы
Согласно проведённому накануне дебатам опросу ABC News/Ipsos, на вопрос «Какие ожидания американцы возлагают на Харрис или Трампа сегодня вечером?», 43 % американцев предполагают, что победит Харрис, 37 % верят в победу Трампа, в то время как 18 % считают, что ни один из них не одержит победу или результат будет ничейным. Другой опрос, проведённый New York Times/Siena College, показал, что значительное число избирателей ещё не определились с кандидатом. 28 % потенциальных избирателей и 31 % зарегистрированных избирателей заявили, что им нужно узнать больше о Харрис. Эта цифра была ещё выше среди независимых избирателей: 41 % зарегистрированных независимых избирателей и 38 % потенциальных избирателей, идентифицирующих себя как независимые, отметили, что им требуется больше информации о ней.

## Ход дебатов

### Подготовка
По информации ABC News, вместе с Дональдом Трампом на дебатах будут присутствовать сын Эрик Трамп и жена его сына — сопредседатель Республиканского национального комитета, Лара Трамп. На самолёте с Трампом из Флориды в Филадельфию летели член палаты представителей от Флориды Мэтт Гетц и бывший член демпартии Талси Габбард, которые помогали Трампу в подготовке к дебатам. На борту также находились один из его адвокатов, Алина Хабба, ультраправая политическая активистка Лора Лумер, а также старшие сотрудники Крис ЛаСивита, Сьюзи Уайлс, Стивен Чжун Кори Левандовски и Джейсон Миллер.
Кампания Харрис опубликовала список своих представителей, которые будут в «спин-комнате» во время дебатов. В него вошли губернаторы Рой Купер, Мишель Лухан-Гришэм, Гэвин Ньюсом и Джош Шапиро, а также сенаторы Лафонза Батлер, Тэмми Дакуорт и Крис Мёрфи. Кроме того, в списке члены Палаты представителей Джейсон Кроу, Вероника Эскобар, Роберт Гарсия и Тед Лиу, отставной бригадный генерал Стив Андерсон, президент Reproductive Freedom for All Мини Тиммараджу и Хизр Хан, отец погибшего военнослужащего армии США. Вице-президент Камала Харрис прибыла вместе с кортежем в 20:24 EDT на место проведения дебатов, в Национальный центр Конституции, проехав на шоссе мимо рекламного щита с надписью «VOTE TRUMP» (рус. ГОЛОСУЙТЕ ЗА ТРАМПА).